# 布氏突吻魚
布氏突吻魚（学名：Varicorhinus brauni）为輻鰭魚綱鯉形目鲤科的其中一種，分布於非洲剛果河及Luhoho河流域，體長可達23公分。

## 扩展阅读
維基物種上的相關：布氏突吻魚